# Mazzite-Mg
La mazzite è un minerale.